# アルジェリアの国旗
アルジェリアの国旗は緑と白で二分されている。中央に赤い三日月と星の印が入っている。この国旗は1962年の7月3日に定められた。以前アルジェリア民族解放戦線 (N.L.F) で使用されていた物とよく似ており、アブドゥル・カディールが19世紀に使用していた物だ、という説もある。白は純潔を表し、緑は繁栄を示している。三日月はトルコの国旗と同様イスラムのシンボルである。
1962年に独立してすぐに、アルジェリア政府は各国語でこの国旗を詳しく説明したパンフレットを作成した。そのパンフレットでは赤と緑の色が光学上の波長で詳しく規定されている。このような規定はほかに類のないことである。また、三日月の形や星との位置関係など、幾何学的作図法が細密にわたって規定されている。

?軍艦旗
軍艦用国籍旗

## 歴史的な旗

?独立時の国旗（1958年～1962年）